# Svend Wiig Hansen
Svend Wiig Hansen (20. december 1922 i Møgeltønder i Sønderjylland – 15. marts 1997 i København) var en dansk billedhugger, maler og grafiker, uddannet ved 
Kunstakademiets billedhuggerskole 1946-1950. Hans forældre var togbetjent, senere togfører ved DSB Frederik Christian Hansen og Sigrid Wiig. Den 8.12.1964 blev Svend Wiig Hansen gift med keramikeren Leila Sallyman, født 21.7.1928 i Berlin.
Et job med at klargøre støbte klatreengle inspirerede ham til at søge optagelse på Kunstakademiet. Særlig forholdet til skulpturen formede hans kunstneriske udtryksmåde. I 1946 debuterede han med skulptur på Kunstnernes Efterårsudstilling, men nogle år efter gik han også i gang med maleriet, tegningen og grafikken. I 1952 rejste han til Stockholm for at se en mexicansk udstilling, som gav ham en afgørende inspiration.
Mennesket og menneske-figuren blev det centrale motiv for Svend Wiig Hansen. 1952 rejste han til Stockholm for at se en mexikansk udstilling, som gav ham en afgørende inspiration. 1954 fik han sit gennembrud, da hans skulptur "Moder Jord" vakte opsigt, mens den var udstillet foran Aarhus Rådhus. 1955 vakte hans maleri "De søgende" stor opmærksomhed. Skulpturen "Liggende kvinde" fra 1980, blev i 1992, afsløret på Flakhaven i Odense i en omarbejdet version, nu med titlen "Oceania". Skulpturen er efterhånden blevet en af de mest populære kunstværker i Odense, hvor den overdimensionerede kvindekrop fungerer blandt andet som glidebane for børn. Monumentalskulpturen "Mennesket ved Havet", der den 28. oktober 1995 blev afsløret på en vold, som adskiller vejen fra stranden ved Sædding Strand, nord for Esbjerg, skildrer det rene og ufordærvede menneskes møde med naturen. Den 9 meter høje skulptur er blevet et vartegn for Esbjerg. I klart vejr kan kroppene ses på 10 kilometers afstand. 